# Dominic Anthony Marconi
Dominic Anthony Marconi (* 13. März 1927 in Newark, New Jersey) ist ein römisch-katholischer Geistlicher und emeritierter Weihbischof in Newark.

## Leben
Dominic Anthony Marconi empfing am 30. Mai 1953 die Priesterweihe.
Papst Paul VI. ernannte ihn am 3. Mai 1976 zum Weihbischof in Newark und Titularbischof von Bure. Der Erzbischof von Newark, Peter Leo Gerety, weihte ihn am 25. Juni desselben Jahres zum Bischof; Mitkonsekratoren waren Thomas Aloysius Boland, Alterzbischof von Newark, und Harold Robert Perry SVD, Weihbischof in New Orleans.
Am 1. Juli 2002 nahm Papst Johannes Paul II. seinen altersbedingten Rücktritt an.